# Трохановська Стефанія Осипівна
Трохановська Стефанія Осипівна (1951) — українська поетеса.

## З біографії
Народилась 26 квітня 1951 р. в с. Мірошевиці Любіньського повіту Нижньосілезького воєводства (Польща). Закінчила сільськогосподарський технікум у м. Нове Містечко. Живе і працює в Польщі. Пише українською та польською мовами.

## Творчість
Автор поетичних збірок «Потім, зараз, раніше», «Не дай зав'янути квітам», «Вербина», «Метелик». Друкується на сторінках газет і журналів.